# Spartak Stadium (Kirghizistan)
Spartak Stadium (en kirghize : Спартак стадиону) est un stade multi-usage à Bichkek, au Kirghizistan.
Il est actuellement utilisé la plupart du temps pour des matches de football. Le stade possède 23 000 places. Le club de Dordoi-Dynamo Naryn utilise ce stade actuellement.